# Peribatodes defumaria
Peribatodes defumaria là một loài bướm đêm trong họ Geometridae.